# Maccabi Etterbeek
Royal Association Sportive Maccabi Etterbeek (Hebreeuws: רויאל האיגוד הספורטיבי מכבי בריסל) met stamnummer 521 , opgericht in 1949, was de basketbalafdeling van de omni-sport club RAS Maccabi Brussel.

## Geschiedenis
Begin jaren 1980 begon de opmars van Maccabi, dankzij de aanwezige financiële middelen kon de club coach John Van Crombruggen aantrekken en in het seizoen 1982/83 kampioen spelen in de tweede afdeling, alsook de finale van de Beker Van België halen. Dankzij het binnenhalen van topspeler Cherokee Rhone, geleend van Verviers, werd in het seizoen 1983/84 de vierde plaats en deelname aan de playoffs verzekerd. Bovendien won men de Beker van België tegen BC Verviers. In 1984 verhuisde de club van de zaal in Etterbeek naar het Zuidpaleis te Brussel. Begin jaren 90 begonnen de eerste financiële problemen naar boven te komen. In 1991 veranderde de werking van de club. De naam Maccabi werd ingeruild voor Basket Brussels, om religieuze connotaties te vermijden die commercieel nadelig konden zijn.
Op het einde van het seizoen 2000/01 degradeerde Atomics Brussels naar de tweede afdeling. Het seizoen 2001/02 kon men aanvatten dankzij steun van de stad Brussel. Voor het seizoen 2002/03 gaf de ploeg algemeen forfait en ging in vereffening. Jeugdspelers die zonder ploeg vielen, konden deels terecht bij Basket Club Bruxellois (het latere Royal Atomia Brussels).

### Vroegere namen
- 1976-1983: R.A.S Maccabi Etterbeek
- 1983-1984 : R.A.S. Assumar Maccabi Etterbeek
- 1984-1986 : R.A.S. Maccabi Panasonic Brussel
- 1986-1987 : R.A.S. Orgaburo Maccabi Brussel
- 1987-1988 : R.A.S Maccabi Etterbeek
- 1988-1991 : R.A.S. Maccabi Brussel
- 1991-1996 : Basket Brussels
- 1996-1997 : Belgacom Brussels
- 1997-2002 : Atomics Brussels

## Palmares
- Beker van België

Winnaar (4x): 1981 (tegen BC Verviers 80-64), 1984, 1988 (tegen Mariandenne 72-71), 1995
Finalist (2x): 1983, 1989